# Limnonectes modestus
Espèce
Synonymes
- Rana modesta Boulenger, 1882

Statut de conservation UICN

 LC  : Préoccupation mineure
Limnonectes modestus est une espèce d'amphibiens de la famille des Dicroglossidae.

## Taxinomie
Selon Iskandar, cette espèce fait partie d'un groupe comprenant plusieurs espèces non encore décrites.

## Répartition
Cette espèce est endémique d'Indonésie. Elle se rencontre à Sulawesi et aux Moluques jusqu'à 1 200 m d'altitude.

## Publication originale
- Boulenger, 1882 : Catalogue of the Batrachia Salientia s. Ecaudata in the collection of the British Museum, ed. 2, p. 1-503 (texte intégral).